# Ticorea froesii
Ticorea froesii är en vinruteväxtart som beskrevs av J.A. Kallunki. Ticorea froesii ingår i släktet Ticorea och familjen vinruteväxter. Inga underarter finns listade i Catalogue of Life.